# Claude Gagnon (acteur)
 (mars 2023).
Si vous disposez d'ouvrages ou d'articles de référence ou si vous connaissez des sites web de qualité traitant du thème abordé ici, merci de compléter l'article en donnant les références utiles à sa vérifiabilité et en les liant à la section « Notes et références ».
Pour les articles homonymes, voir Claude Gagnon et Gagnon.
Claude Gagnon est un acteur, réalisateur, metteur en scène québécois né au Québec, Canada. Également actif dans le doublage, il est la voix québécoise de Dominic Cooper, Nikolaj Coster-Waldau, Joel David Moore, Jared Padalecki ainsi qu'une des voix d'Aaron Ashmore, Andrew Garfield et Matt Lanter.

## Biographie
Il a étudié en interprétation au Cégep de Saint-Hyacinthe de 1990 à 1993. Il a également suivi un stage de doublage en 2002, puis un perfectionnement en doublage en 2005 au Conservatoire d'art dramatique de Montréal.

## Théâtre
- 1993 : La Cantatrice chauve, Théâtre d'été de St-Bruno : M. Martin
- 1993 : Le cid maghané de Patrice Dubois, Théâtre La Chapelle : Don Rodrigue
- 1995 : Et vian ! dans la gueule de Carl Béchard, Usine C : Dupont d'Isigny
- 1995 : Le pays parallèle d'Emmanuel Bilodeau, Théâtre de l'Allumette : François Latour
- 1996 : En scène de 12 de Jean-Stéphane Roy, Théâtre La Licorne : Gerry
- 1997 : Ceci n'est pas un Schmürz de Carl Béchard, Théâtre La Chapelle : Mère
- 1998 : Ma place dans l'humanité de Patrice Dubois, Espace Libre : Jérémie
- 1998 : Vian au monument! de Carl Béchard, Monument national : Dupont d'Isigny
- 1999 : Et vian! dans la gueule de Carl Béchard, Monument national : Dupont d'Isigny
- 1999 - 2001 : Brèves de comptoir de Jean-Stépane Roy, Monument national et une tournée provinciale et européenne : Monsieur Cravate
- 2000 : Territoire de Patrice Dubois, Théâtre La Licorne : Lacasse
- 2001 - 2002 : Dernières lettres de Stalingrad de Marie-Louise Leblanc, Productions «Et Jules à mes côtés» : Multiples
- 2003 : Ce soir on danse, Théâtre du Mont Lac Vert : Jeffrey
- 2005 : Les annélides d'Éthienne Fortin, Théâtre Prospero : Multiples
- 2006 : Outrage au public de Caroline Binet[réf. nécessaire], Le Groupe Audubon : Paul
- 2012 : Tristesse animal noir de Claude Poissant, Espace Go : Oskar

## Filmographie

### Cinéma
- 1994 : Louis 19, le roi des ondes
- 1994 : C'était le 12 du 12 et Chili avait les blues : Bébert
- 1994 : Mon amie Max : Ami de Michel #3
- 2005 : C.R.A.Z.Y. : Narrateur
- 2007 : La Belle Empoisonneuse : Narrateur

### Séries télévisées
- 1992 : Scoop : Jeune junkie
- 1995 : Les grands procès : Étudiant Boudreau
- 2005 : Histoires de filles : Hugo-Olivier
- 2013 : Toute la vérité : Rodrigue Boucher

## Doublage

### Cinéma

#### Films
| - Dominic Cooper dans : - La Duchesse (2008) : Charles Grey - Capitaine America : Le premier vengeur (2011) : Howard Stark - Abraham Lincoln, chasseur de vampires (2012) : Henry Sturgess - Mort et enterré (2013) : Darcy - Doute raisonnable (2014) : Mitch Brockden - Nikolaj Coster-Waldau dans : - Wimbledon (2004) : Dieter Prohl - L'Oubli (2013) : Sykes - L'autre femme (2014) : Mark King - Gael Garcia Bernal dans : - Lettres à Juliette (2010) : Victor - Pour un instant de bonheur (2011) : Julian Goldstein - Joel Moore dans : - Requins 3D (2011) : Gordon - Disparue (2012) : Nick Massey - Jared Padalecki dans : - La Maison de cire (2005) : Wade - Vendredi 13 (2009) : Clay Miller - 2003 : En enfer : Coolhand (Billy Rieck) - 2003 : La Tache : Coleman Silk, jeune (Wentworth Miller) - 2003 : La prisonnière du lac : le prêtre (Dan Gunther) - 2004 : Chez le barbier 2 : De retour en affaires : Kenard (Kenan Thompson) - 2004 : Le Roi Arthur : Lancelot (Ioan Gruffudd) - 2004 : L'Exorciste : Le commencement : Père Francis (James D'Arcy) - 2005 : Constantine : Balthazar (Gavin Rossdale) - 2005 : Le bon perdant : Benson Hedges (Peter Dinklage) - 2005 : Pris au jeu : Reggie (Ralph Garman) | - 2006 : La Prophétie des Andes : Wil (Thomas Kretschmann) - 2006 : Toi, c'est moi : Nicky (Brandon Carrera) - 2007 : Ghost Rider : Wallow (Daniel Frederiksen (en)) - 2007 : Piégés: La Deuxième Séduction : Henry Robbins (Reamonn Joshee) - 2007 : La Moisson : Ben (Idris Elba) - 2007 : Le Porte-Bonheur : Joe (Lonny Ross) - 2007 : AVH: Alien vs Hunter : Garrison (Jason S. Gray) - 2008 : Vol de banque : Dave Shilling (Daniel Mays) - 2008 : Jeux de guerre: Code mortel : Will Farmer (Matt Lanter) - 2009 : La Dernière Maison sur la gauche : Francis (Aaron Paul) - 2009 : Ennemis Publics : Gilbert Catena (Domenick Lombardozzi) - 2009 : L'Imaginarium du docteur Parnassus : Anton (Andrew Garfield) - 2010 : Notre-Dame-de-Grâce : Spencer (Scott Speedman) - 2010 : Le Bang Bang Club : João Silva (Neels Van Jaarsveld) - 2010 : C'est comme une drôle d'histoire : Smitty (Jeremy Davies) - 2011 : Big Mommas : Tel père, tel fils : Chirkoff (Tony Curran) - 2011 : Le Passe-Droit : Gary (Stephen Merchant) - 2011 : L'échappée : Inderjit Singh (Al Mukadam) - 2012 : Le Vœu : Kyle (Lucas Bryant) - 2012 : L'amour en jeu : Matt (James Tupper) - 2012 : Opération avant l'aube : Ammar (Reda Kateb) - 2013 : Le fusilier marin 3: L'invasion : Eckert (Michael Eklund) - 2013 : Un duo d'enfer : Michael Mullins (Nathan Corddry) - 2013 : Grandes personnes 2 : Nicholas « Nick » Hilliard (Nick Swardson) - 2014 : Sans arrêt : Tom Bowen (Scoot McNairy) - 2014 : 22 Jump Street : Keith Yang (Keith Lucas) - 2014 : Lucy : Richard (Pilou Asbæk) |

#### Film d'animation
- 2006 : L'Éléphant bleu : Nerosan

### Télévision

#### Téléfilms
- 2004 : La Reine du Bal : Marc Hall (Aaron Ashmore)
- 2010 : Thorne: Peur de son ombre : Martin Palmer (Tom Brooke)

#### Séries télévisées
- 2001 - 2004 : Bienvenue à Paradise Falls : Nick Braga (Cameron Graham) (seulement les saisons 1 et 2 sont doublées au Québec)
- 2002 - 2005 : Edgemont : Kevin Michelsen (Chas Harisson)
- 2004 : Sur place ou à emporter? : Ben Shaw (Giancarlo Caltabiano)
- 2006 : Intelligence : Lee Ching (Rick Tae)
- depuis 2014 : Orange Is the New Black : Charles Ford (Germar Terrell Gardner)

#### Séries d'animation
- 2008 : Blaise le blasé : Yohan Chabot
- 2009 - 2010 : Célibataire cherche : Bryce / Randy / Steve Manflesh
- 2012 : Animisme : Trickster
- 2012 : Défis extrêmes : Le Retour à l'île : Steph (Scott dans la version originale)
- 2013 : Les Étoiles des Défis extrêmes : Steph
- 2015 : Défis extrêmes : L'absurdicourse : Lorenzo